# KEiiNO
Keiino (Кеііно; [ˈkeɪnoʊ]) — норвезько-саамський гурт, що працює в напрямках електронної, поп та фольк-музики. Учасниками гурту є норвезькі співаки Том Гюго, Александра Ротан та саамський репер Фред Бульо. Гурт був заснований у 2018 році спеціально для участі в норвезькому телешоу Melodi Grand Prix, яке є норвезьким національним відбором для участі в Євробаченні.

## Історія
Наприкінці літа 2018 року Том Гюго зі своїм чоловіком Алексом Олссоном почали писати пісню "Spirit in the Sky", основою для якої стала історія боротьби за незалежність і рівність, незалежно від етнічного походження, статі, сексуальної орієнтації. Пізніше до них приєднався саамський музикант та репер Фред-Рене Бульо, а також співачка Александра Ротан. Назва групи Keiino була натхненна назвою рідного міста Фреда Бульо Каутокейно (Kautokeino).
Після перемоги на Melodi Grand Prix 2019, гурт представляв Норвегію на Євробаченні 2019 з піснею «Spirit in the Sky». У другому півфіналі Євробачення-2019, Keiino пройшли у фінал. Хоча в фіналі їхній виступ отримав найвищі бали від телеголосування із загальною кількістю 291 бал, в поєднанні з меншим балом отриманим від журі вони посіли 6-те місце з 331 балом.
Після конкурсу Євробачення гурт оголосив про майбутні плани випустити концептуальний альбом мовами корінних народів з усього світу.
У травні 2020 року гурт випустила свій дебютний студійний альбом OKTA. Альбом досяг 30-го місця в норвезькому чарті. 11 січня 2021 року було оголошено, що гурт KEiiNO візьме участь у фіналі Melodi Grand Prix 2021 з піснею "Пам'ятник", яка пройшла попередній відбір. Пісня вийшла опівночі 15 січня 2021 року, а дебютне виконання гуртом відбулося 16 січня 2021 року під час першого ефіру Melodi Grand Prix 2021. Пісня увійшла до топ-4 у фіналі 20 лютого 2021 року, зрештою дійшовши до золотої дуелі, але програла Tix, який представляв Норвегію на Євробаченні 2021 року з піснею "Fallen Angel" і посів 18-те місце у фіналі з 75 балами.
На початку 2022 року Кейно вирушив в австралійський тур, який включав виступи на національному фіналі та Сіднейському гей- і лесбійському Марді-гра. Під час туру Ротан потрапив до лікарні через інфіковану подряпину коали.

## Студійні альбоми
- 2020: OKTA

## Сингли
- Spirit in the Sky (OKTA)
- Shallow
- Praying (OKTA)
- Vill ha dig
- Take Me Home (OKTA)
- Colours (OKTA)
- Black Leather (OKTA)
- Would I Lie (OKTA)
- I Wanna Dance with Somebody (Who Loves Me)